# Jean-André Deluc

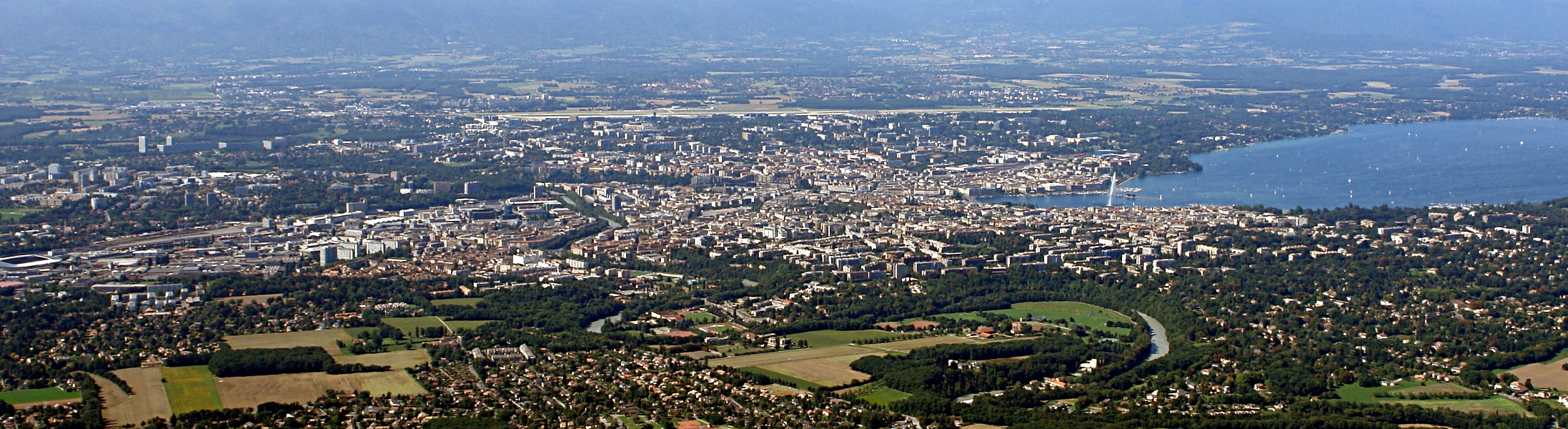
Panorama Ženevy (místo narození)

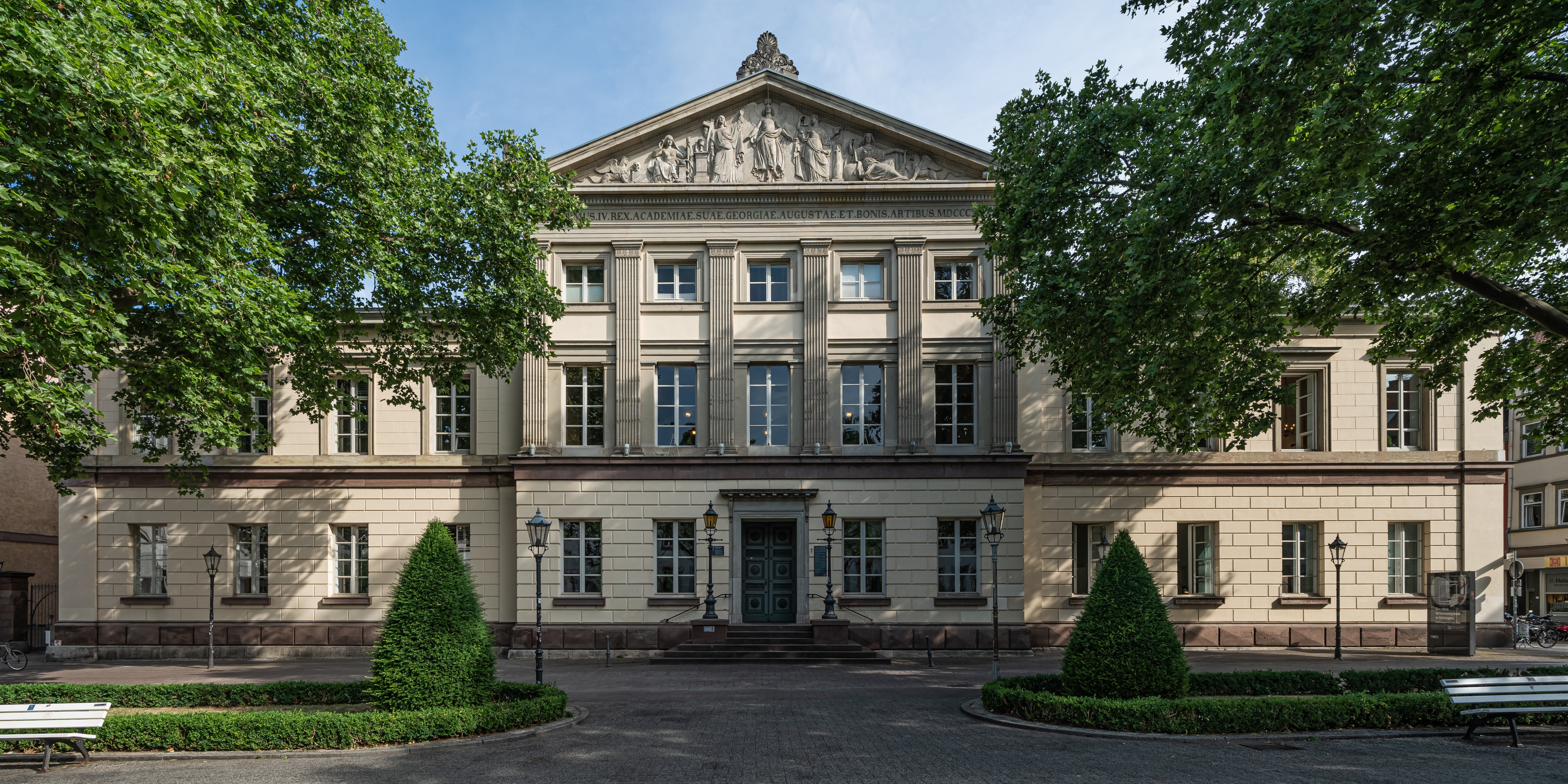
Univerzita v Göttingenu (zde byl Deluc jmenován profesorem filosofie a geologie)

Jean-André Deluc (také Jean-André de Luc; 8. února 1727 Ženeva – 7. listopadu 1817 Windsor) byl švýcarský geolog a meteorolog. Objevil, že voda má maximální hustotu při 4 °C, konstruoval meteorologické přístroje (barometr, hydrometr). V roce 1778 jako první použil termín „geologie“.

## Život
Jean-André Deluc se narodil v Ženevě a pocházel z rodiny, která emigrovala z města Lucca (Itálie) v 15. století. Jeho otec Jacques-Francois Deluc mu poskytl vynikající vzdělání, zejména v matematice a přírodních vědách. Po ukončení studia se Deluc věnoval obchodu téměř po celý svůj život. Obchodní cesty mu umožnily cestování i vědecké exkurze, především do Alp. Během těchto let založil se svým bratrem Guillaume Antoine Delucem muzeum mineralogie a přírodní historie.
V pozdějších letech dostal svolení podniknout několik cest po Švýcarsku, Francii, Holandsku a Německu. V Německu, kde jeho pobyt trval 6 let (1798–1804), byl jmenován profesorem filozofie a geologie na univerzitě v Göttingenu. Po šesti letech se vrátil do Anglie, kde pokračoval ve svých geologických výzkumech. Zemřel u Windsoru v Anglii v roce 1817.

## Práce
Jeho oblíbenými studii byla geologie a meteorologie. Podle Georgese Cuviera se řadil mezi první geology. Jeho nejslavnější geologická práce se nazývá Lettres physiques et morales sur les Montagnes et sur l'histoire de la terre et de l'homme, kterou publikoval v roce 1778.

## Publikace
Jeho hlavními pracemi byly:
- Théorie des baromètres et des thermomètres ;
- Nouvelles idées sur la météorologie ;
- Lettres à la reine d'Angleterre sur les montagnes et l'histoire de la Terre, 1778-1780 ;
- Éléments de géologie ;
- Voyages géologiques, 1810.

## Ocenění
V roce 1935 byl po Jeanu-André Delucovi pojmenován měsíční kráter Deluc.
Jean-André Deluc byl členem Královské společnosti, Académie des sciences a od roku 1808 zahraničním členem Bavorské akademie věd. V roce 1815 se stal zahraničním členem Göttingenské akademie věd.